# 设备到设备
设备到设备（D2D）通信被定义为蜂窝网络中的两个移动用户之间不穿越基站（Base Station，BS）或核心网的直接通信。D2D通信通常对蜂窝网络是不透明的，它可以发生在蜂窝频率(即带内)或未许可的频谱（即带外）上。
在传统的蜂窝网络中，即使通信方在基于邻近的D2D通信的范围内，所有通信也必须通过BS。通过BS通信适合传统的低数据率移动服务，如语音通话和短信，用户之间很少有足够的距离进行直接通信。然而，在今天的蜂窝网络中，移动用户使用的是高数据速率服务（如视频共享、游戏、邻近感知社交网络），他们可能在直接通信的范围内（即D2D）。因此，在这样的场景下，D2D通信可以大大提高网络的频谱效率。D2D通信的优势不仅仅是频谱效率；它们可以潜在地提高吞吐量、能源效率、延迟和公平性。

## 非合作D2D通信中的数据传递
D2D通信中现有的数据传递协议主要假设移动节点自愿参与数据传递，彼此共享资源，并遵循底层网络协议的规则。然而，在现实世界的场景中，理性节点具有战略互动，可能会出于各种原因（如资源限制、对数据缺乏兴趣或社会偏好）而采取自私的行为。
例如，如果一个节点的电池资源有限，或者移动网络运营商提供的网络带宽成本很高，在提供适当的激励之前，它不会愿意为其他节点中继数据。同时，恶意节点可能会通过不同的方式攻击网络，干扰数据传输过程的正常运行。例如，对手可能会丢弃接收到的消息，但产生伪造的路由度量或虚假信息，目的是吸引更多的消息或降低其检测概率。当勾结的攻击者提高他们的度量来欺骗攻击检测系统时，这个问题变得更加具有挑战性。由于分布式网络模型和节点对中央机构的间歇性访问，处理非合作移动节点非常具有挑战性。

## D2D应用
D2D常用于：
- 本地服务：在本地服务中，用户数据直接在终端之间传输，不涉及网络端，如基于近距离服务的社交媒体应用。
- 应急通信：当遇到飓风、地震等自然灾害时，传统的通信网络可能会因所造成的破坏而无法正常工作。通过D2D可以建立自组织网络，可以在这种情况下进行通信。
- 物联网增强：通过D2D与物联网（IoT）的结合，将创造一个真正互联的无线网络。基于D2D的物联网增强的例子是车联网(IoV)中的车对车（V2V）通信。当高速行驶时，车辆可以在变道或减速前以D2D模式警告附近的车辆。[2]

## 另请参阅
- 机器对机器
- 对等式网络